# Taurepang
I Taurepang sono un gruppo etnico del Brasile e del Venezuela che ha una popolazione stimata in circa 28.000 individui.

## Lingua
Parlano la lingua Taurepang, lingua che appartiene alla famiglia linguistica Karib. I Taurepang brasiliani si auto-identificano come Pemon, un etnonimo in uso principalmente in Venezuela per le popolazioni della famiglia linguistica Karib.

## Insediamenti
La maggior parte dei Taurepang è stanziata nella savana venezuelana (27.157 persone nel 2001). Il resto, poche altre centinaia, si trova nello Stato brasiliano di Roraima, ai confini col Venezuela, nei territori indigeni di São Marcos e Raposa Serra do Sol, nei quali convivono con i Macuxi e gli Ingarikó. In Venezuela il gruppo è associato al macro-gruppo Pemon e occupa la Gran Sabana, a sud-est dello Stato di Bolívar, un territorio che attraversa la parte superiore del bacino del fiume Caroni e i fiumi Carrao, Uriman, Tirika, Icabaru, Karuai, Aponguao e gli affluenti del Surukun.

## Storia
Nei documenti del XIX secolo, i Taurepang erano definiti "Arekuna" o "Jarekuna" ed abitavano una regione per la quale c'erano forti interessi perché collocata in una posizione strategica, in un'area tri-confine tra il Brasile, il Venezuela e la Guyana. Una zona che si estendeva dal fiume Amajari, nel bacino del Rio Branco, poi Impero del Brasile, al Monte Roraima. Dopo una serie di fallimenti, i colonizzatori portoghesi subirono le controffensive degli indios. Nel 1787 il governatore della Capitania de São José do Rio Negro introdusse i primi capi di bestiame in quelle praterie sconfinate molto adatte al pascolo. Alla fine del XIX secolo i capi di bestiame erano diventati più di 20.000 portando la regione a diventare un'area di allevamento estensivo, con una serie di ranch e con grosse mandrie che pascolavano liberamente. Ciò creò grossi problemi ai Taurepang, così come ai Macuxi e ai Wapixana, perché i proprietari terrieri cominciarono a sfruttarli come manodopera e come rematori di barche che attraversavano il fiume Branco.